# Ferdinand Stockmarr
Ferdinand Tycho Nicolai Stockmarr, född 1835, död 1884, var en dansk violinist. Han var bror till Johan Stockmarr och far till Johanne Stockmarr.
Stockmarr utbildade sig hos tidens ledande violinister – han var bland annat elev av Joseph Joachim. Han blev 1861 medlem av Det Kongelige Kapel, där han var försteviolinist. Han vann snabbt ett namn som en god pedagog och fick ett stort antal privatelever. Dessa upptog tillsammans med de timmar han hade på Det Kongelige Blindeinstitut hela hans dag från morgon till kväll.